# Marek Pacuła
Marek Pacuła (ur. 16 lutego 1945 w Bochni, zm. 22 października 2017 w Krakowie) – polski dziennikarz, scenarzysta, reżyser, satyryk, autor tekstów.

## Życiorys
Ukończył polonistykę na Uniwersytecie Jagiellońskim. Od 1972 współpracował z Polskim Radiem oraz Ośrodkiem TVP w Krakowie. Był współautorem radiowych „Spotkań z balladą”, Występował z Krzysztofem Materną, a także występował w programie telewizyjnym MdM. Autor audycji radiowych, felietonów, scenariuszy telewizyjnych oraz tekstów piosenek, a także spektakli kabaretowych m.in. w Teatrze Miejskim w Gdyni oraz Teatrze Powszechnym w Łodzi.
Po śmierci Piotra Skrzyneckiego został dyrektorem artystycznym oraz konferansjerem „Piwnicy pod Baranami”.
W 2008 został odznaczony Srebrnym Medalem „Zasłużony Kulturze Gloria Artis”.
30 października 2017 został pochowany na cmentarzu na Bielanach w Krakowie.